# Мохан (режиссёр)
М. Мохан (малаял. മോഹൻ; 15 января 1948, Иринджалакуда, Британская Индия — 27 августа 2024, Кочин, Керала) — индийский кинорежиссёр
 и сценарист. Его считают пионером новой волны в кино на малаялам.

## Биография
Мохан вырос в Иринджалакуде, где закончил Колледж Христа со степенью бакалавра, после чего поступил на факультет коммерции в Джайн-колледж в Мадрасе. Во время он увлекался фотографией, так что один из преподавателей познакомил его с известными в то время фотографами Удаей Кришнанкутти и П. Дэвидом. Через друга отца он также познакомился с режиссёром М. Кришнаном Наяром, получив через него работу в киноиндустрии.
В 1971 году Мохан стал помощником режиссёра П. Вену. Затем он работал на Сукумарана Наяра, А. Б. Раджа, Мадху и Харихарана.
Закрепившись в индустрии, он помог своему земляку Иннасенту получить свои первые роли в кино. Позднее несколько фильмов Мохана вышли под баннером продюсерской компании Иннасента.
Мохан дебютировал как независимый режиссёр в 1978 году, сняв фильм Vadaka Veedu. Две его следующие работы — Shalini Ente Koottukari, снятый по сценарию Падмараджана, и Randu Penkuttikal — показали его как необычного кинематографиста. Карьера режиссёра получила мощный импульс после выхода фильма Vida Parayum Munpe (1981) по сценарию Джона Пола, получившего признание критиков и коммерческий успех. В этом фильме актёр Недумуди Вену впервые сыграл главную роль. В 1982 году режиссёр вывел на экраны актёра Эдавела Бабу, получившего префикс к имени в честь своего дебютного фильма. 
Всего Мохан снял 23 фильма. Большинство снятых им кинолент получили одобрение критиков. В своих работах режиссёр часто затрагивал тему семейных ценностей и внутренней дилеммы человека. Так Shalini Ente Koottukari (1978) показывает одиночество и боль молодой девушки, которая сталкивается с социальной изоляцией, а Alolam (1982) — отчуждение между мужем и женой. Он также получил признание за блестяще прописанных женских персонажей, например, в Isabella (1988), который считается его самым визуально привлекательным фильмом.
Мохан написал сценарии к тринадцати своим фильмам, например, к Alolam (1982), Sruthi (1987) и Mukham (1990), и сюжетную линию к ещё двум. Его Vida Parayum Mumbe (1981) и Theertham (1987) были отмечены кинопремией штата Керала за второй лучший фильм. Последней работой режиссёра стал кинолента The Campus, вышедшая в 2005 году.
Мохан скончался в больнице Кочина 27 августа 2024 года в возрасте 76 лет. У него остались жена — актриса и известная танцовщица кучипуди Анупама, снявшаяся в нескольких его ранних фильмах, а также сыновья Пурандар и Упендар.